# Comté d'Amador
Pour les articles homonymes, voir Amador.
Le comté d'Amador (en anglais : Amador County) est un comté de l'État de Californie, aux États-Unis. Au recensement de 2020, il compte 40 474 habitants. Son siège est Jackson.

## Histoire

### Création du comté
Le comté d'Amador est créé le 14 juin 1854 par référendum. Il se constitue de parties du Comté de Calaveras. Il est nommé en l'honneur de José Maria Amador (en), soldat et mineur né à San Francisco en 1794, fils du sergent Pedro Amador, soldat espagnol installé en Californie en 1771. En 1848, José Maria Amador, ainsi que plusieurs amérindiens, établissent un camp de mineurs d'or à côté de la ville actuelle d'Amador City. Ses descendants habitent aujourd'hui en France, à Fontainebleau.
Des modifications ultérieures modifient les frontières du comté :
- 16 avril 1855 : absorbe des territoires du comté d'El Dorado.
- 25 avril 1857 : échange des territoires avec le comté d'El Dorado.
- 8 avril 1863 : absorbe des territoires du comté d'El Dorado.
- 16 mars 1864 : des parties du comté sont cédées pour constituer le nouveau comté d'Alpine. Le comté d'Amador est alors constitué de deux parties disjointes.
- 2 mars 1866 : la partie disjointe du comté est transférée au comté de Mono.
- 30 juin 1991 : le comté reçoit une petite partie du comté d'El Dorado.
- 17 novembre 1995 : le comté cède une petite partie de son territoire au comté d'Alpine.

## Géographie

### Situation
Le comté d'Amador est situé dans la Sierra Nevada, dans la région de Californie connue sous le nom de Gold Country.
| Comté de Sacramento  | Comté d'El Dorado  | Comté d'El Dorado  |
| Comté de Sacramento  | Comté d'Amador     | Comté d'Alpine     |
| Comté de San Joaquin | Comté de Calaveras | Comté de Calaveras |

### Communautés incorporées etCDP

#### Communautés incorporées
| Nom          | Population (2010) | Superficie (km²) | Densité (2010) | Incorporation | Notes           |
| ------------ | ----------------- | ---------------- | -------------- | ------------- | --------------- |
| Amador City  | 185               | 0,8              | 230,4          | 1915          |                 |
| Ione         | 7 918             | 12,38            | 639,6          | 1953          |                 |
| Jackson      | 4 651             | 9,66             | 481,4          | 1905          | Siège du comté. |
| Plymouth     | 1 005             | 2,43             | 412,8          | 1917          |                 |
| Sutter Creek | 2 501             | 6,63             | 377,2          | 1913          |                 |

## Démographie
| 1860   | 1870  | 1880   | 1890   | 1900   | 1910  |
| ------ | ----- | ------ | ------ | ------ | ----- |
| 10 930 | 9 582 | 11 384 | 10 320 | 11 116 | 9 086 |

| 1920  | 1930  | 1940  | 1950  | 1960  | 1970   |
| ----- | ----- | ----- | ----- | ----- | ------ |
| 7 793 | 8 494 | 8 973 | 9 151 | 9 990 | 11 821 |

| 1980   | 1990   | 2000   | 2010   | 2020   | - |
| ------ | ------ | ------ | ------ | ------ | - |
| 19 314 | 30 039 | 35 100 | 38 091 | 40 474 | - |

### Localités
Les localités listées ci-après sont des CDP, des périmètres à usage statistique établies par le bureau du recensement. Au recensement de 2010, le comté d'Amador comprend 13 périmètres de type CDP.
| Nom                  | Population (2010) | Superficie (km²) | Densité (2010) | Notes |
| -------------------- | ----------------- | ---------------- | -------------- | --- |
| Buckhorn             | 2 429             | 15,2             | 159,8          | |
| Buena Vista          | 429               | 4,2              | 102,2          | |
| Camanche North Shore | 979               | 5,98             | 163,6          | |
| Camanche Village     | 847               | 14,12            | 60             | |
| Drytown              | 167               | 9,56             | 17,5           | |
| Fiddletown           | 235               | 12,02            | 19,6           | |
| Kirkwood             | 61                | 4,95             | 12,3           | Une partie de cette CDP est située dans le comté d'Alpine. Les chiffres ne correspondent qu'à la partie du comté d'Amador. |
| Martell              | 282               | 6,06             | 46,5           | |
| Pine Grove           | 2 219             | 18,03            | 123,1          | |
| Pioneer              | 1 094             | 11,19            | 97,8           | |
| Red Corral           | 1 413             | 15,13            | 93,4           | |
| River Pines          | 379               | 0,96             | 395,5          | |
| Volcano              | 115               | 3,88             | 29,6           | |

## Politique et administration

### Élections fédérales et californiennes
Le comté d'Amador est généralement considéré comme un bastion républicain. La dernière élection présidentielle ayant vu une majorité démocrate dans le comté est celle de Jimmy Carter en 1976.

#### Districts congressionnels
Le comté d'Amador est intégralement compris dans le 4e district congressionnel de Californie (circonscriptions électorales des représentants à la Chambre des représentants).

#### Districts de la législature d'État de Californie
Le comté d'Amador est rattaché  au 5e district pour l'Assemblée de Californie et au 8e pour le Sénat de Californie.

### Administration locale

#### Les superviseurs
Le comté d'Amador est dirigé par un Board of Supervisors (détenant les pouvoirs exécutif et législatif) de 5 membres élus pour 4 ans. Le comté est divisé en cinq districts, chacun élisant un Supervisor, lors d'un scrutin uninominal qui a lieu lors des élections générales (pour les districts 1, 2 et 4) et lors des élections de mi-mandat (pour les districts 3 et 5).
La composition actuelle du Board est la suivante :
| District | Population | Nom du Supervisor | Date de début de mandat | Date de fin de mandat | Municipalités du district | Notes |
| -------- | ---------- | ----------------- | ----------------------- | --------------------- | ------------------------- | ----- |
| 1        | pop        | Patrick Crew      | 2016 (1er mandat)       | 2020                  | Jackson                   |       |
| 2        | pop        | Richard M. Foster | 2016 (5e mandat)        | 2020                  | Ione, Amador City         |       |
| 3        | pop        | Jeff Brown        | 2018 (1er mandat)       | 2018                  |                           |       |
| 4        | pop        | Frank Axe         | 2016 (1er mandat)       | 2020                  | Sutter Creek              |       |
| 5        | pop        | Brian Oneto       | 2016 (4e mandat)        | 2018                  | Plymouth                  |       |

#### Les autres élus du comté
Les électeurs du comté participent en outre à l'élection de plusieurs officiels du comté :
- L'Auditor
- L'Assessor
- Le District Attorney
- Le Sheriff-Coroner
- Le Superintendent of Schools
- Le Treasurer-Tax Collector
- Le County Clerk-Recorder